# TP USCA Bangui
TP USCA Bangui ist ein Fußballverein in Bangui (Zentralafrikanische Republik).

## Geschichte
Der 1970 gegründete Verein gehört zu den erfolgreichsten seines Landes. Mit zwei nationalen Meisterschaften und fünf nationalen Pokalsiegen qualifizierten sie sich mehrmals für die afrikanischen Wettbewerbe. Größter Erfolg war 1993 das Erreichen der 1. Runde. 

## Erfolge
- Central African Republic League (2): 1980, 1992
- Central African Republic Cup (5): 1978, 1988, 1997, 2004, 2005

## Statistik in den CAF-Wettbewerben
| Saison | Wettbewerb            | Runde    | Land                         | Verein                  | Heim | Auswärts |
| ------ | --------------------- | -------- | ---------------------------- | ----------------------- | ---- | -------- |
| 1979   | CAF Cup Winners       | 1. Runde | Libyen                       | Al-Nasr Benghazi        | *    |          |
| 1981   | CAF Champions Cup     | 1. Runde | Uganda                       | Nile Breweries Jinja    | 0:2  | *        |
| 1983   | CAF Cup Winners       | 1. Runde | Sudan                        | Al-Ahli SC              | 0:0  | 0:2      |
| 1989   | CAF Cup Winners       | 1. Runde | Zaire                        | AS Kalamu               | 3:3  | 0:2      |
| 1993   | CAF Champions Cup     | Vorrunde | Äquatorialguinea             | Akonangui FC            | 2:0  | 2:1      |
|        | CAF Champions Cup     | 1. Runde | Nigeria                      | Stationary Stores Lagos | 1:3  | 2:2      |
| 1997   | CAF Cup Winners       | Vorrunde | Benin                        | UNB FC Porto Novo       | *    |          |
| 1998   | CAF Cup Winners       | Vorrunde | Demokratische Republik Kongo | AS Vita Club Kinshasa   | *    |          |
| 2006   | CAF Confederation Cup | Vorrunde | Kamerun                      | les Astres de Douala    | 1:3  | 0:2      |

| Teilnahmen | Spiele | Sieg | Remis | Verl. | Tore  | Punkte |
| 5          | 11     | 2    | 3     | 6     | 12:20 | 9      |
| ---------- | ------ | ---- | ----- | ----- | ----- | ------ |

- 1979: USCA Bangui verzichtete nach der Auslosung auf die Teilnahme.
- 1981: USCA Bangui verzichtete auf die Austragung des Rückspieles und schied damit aus.
- 1997: USCA Bangui verzichtete nach der Auslosung auf die Teilnahme.
- 1998: USCA Bangui verzichtete nach der Auslosung auf die Teilnahme.